# Shin Yong-mok

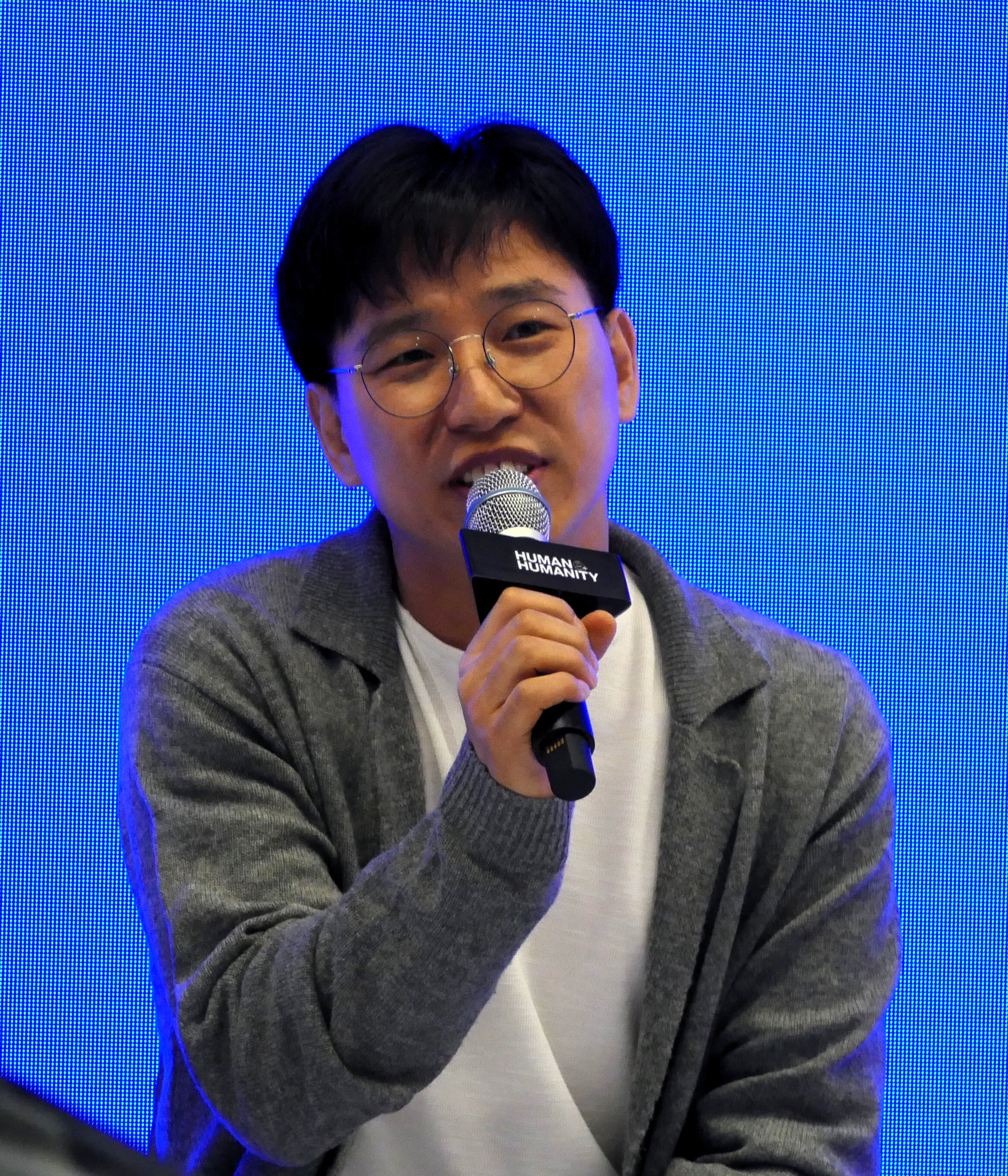
Shin Yong-mok

Shin Yong-mok (* 1974 in Kŏch'ang, Kyŏngsangnam-do) ist ein südkoreanischer Lyriker.

## Leben
Shin Yong-mok wurde 1974 in Kŏch'ang, Provinz Süd-Kyŏngsang geboren. Er debütierte als Dichter im Jahr 2000. Er ist ein noch recht junger Lyriker, mit gerade einmal drei veröffentlichten Gedichtsammlungen. Wie viele andere Lyriker auch, nahm er als Oberschüler an diversen Kunst-AGs teil und träumte seit dieser Zeit von einer Karriere als professioneller Schriftsteller. Shin sah sich selber zu der Zeit jedoch mehr als einen Fan von Büchern, der Interesse an Kunst AGs hatte, als einen Dichter in spe. Es ist jedoch unbestreitbar, dass diese Zeit einen großen Einfluss auf seine künftige Karriere hatte. Die Aktivitäten seiner AGs erweckten in ihm nicht nur das Interesse an Literatur, sondern zeigten ihm auch, welche politische und gesellschaftliche Rolle die Literatur spielt.
Shin wurde beeinflusst von aktivistischen Lyrikern älterer Generationen, den sogenannten Minjung-Dichtern (민중시인) wie z. B. Kim Nam-ju oder Shin Kyong-nim und beschäftigte sich ernsthaft mit der Suche nach dem Weg, den die Literatur in der Gesellschaft und in der Geschichte gehen muss. Während seiner Studienzeit lebte er leidenschaftlich ein eigenständiges Leben und verfasste neben seinen studentischen Aktivitäten Gedichte. Er wurde zum Vorsitzenden der Studentenschaft gewählt, kritisierte die Korruption in den Grundfesten der Universität und beteiligte sich an einem Protest für die Demokratisierung in Bildungseinrichtungen. Er bewies sich damit als ein Literat, der sich nicht davor scheut politisch zu handeln, wenn es die Situation erfordert.
Und doch ist seine Dichtung nicht gefangen in einer Ideologie oder einem Dogma, wie es bei vielen vor ihm der Fall war. Sie vermittelt in einer sanften und verständlichen Lyrik Liebesbotschaften an die Gesellschaft und basiert auf seinem eigenen festen Glauben daran, dass die „Koexistenz mit seinen Mitmenschen“ einen größeren Wert hat, als das „eigene Glück“. Aber natürlich war sein Leben nicht komplett konfliktfrei, was daran liegt, dass der Drang für den eigenen Erfolg meist mit dem Respekt für und der Rücksicht auf Andere und die Gemeinschaft kollidiert. Selbst in den Wellen des Neoliberalismus, in welchem gegenseitige Konkurrenz unter Schriftstellern als nötiges Übel betrachtet wird, misst Shin selbst dem kleinsten bisschen Hoffnung eine große Bedeutung zu, um die Würde und Freiheit der Menschen zu wahren.

## Arbeiten

### Koreanisch
- 그 바람을 다 걸어야 한다 Wir müssen den ganzen Wind laufen (2004)
- 바람의 백만번째 어금니 Der einmillionste Backenzahn des Windes (2007)
- 아무 날의 도시 Die Stadt irgendeines Tages (2012)

## Auszeichnungen
- 2008 – 제5회 육사시문학상 젊은시인상 (Yuksa Lyrikpreis in der Kategorie Nachwuchsautoren)
- 2008 – 제2회 시작문학상 (Sijak Literaturpreis)
- 2000 – 작가세계 신인상 (Preis für junge Autoren der Zeitschrift "Autorenwelt"(Chakka segye))